# N12 (Ghana)
De N12 of National Road 12 is een nationale weg in Ghana die een noord-zuidverbinding in het uiterste westen van het land vormt. De weg is ongeveer 670 kilometer lang en loopt door de regio's Western, Brong-Ahafo, Northern en Upper West.
De N12 begint aan de grens met Ivoorkust bij Elubo. Hier takt de N1 richting de hoofdstad Accra af. Daarna loopt de weg via Enchi, Sunyani, Bamboi, Wa en Lawra naar de grens met Burkina Faso bij Hamile. In Ivoorkust loopt de weg als A100 verder naar Abidjan en in Burkina Faso loopt de weg verder naar Ouessa. Bij Sawla sluit de N7 naar Tamale aan en bij Lawra de N13 naar Bolgatanga.